# Hermitage (Arkansas)
Hermitage – miasto w Stanach Zjednoczonych, w stanie Arkansas, w hrabstwie Bradley.